# Catopsis micrantha
Espèce
Catopsis micrantha est une espèce de plantes à fleurs de la famille des Bromeliaceae. C'est une plante tropicale endémique de Panama.

## Distribution
L'espèce est endémique de Panama.

## Description
L'espèce est épiphyte.